# Raionul Hmilnîk, Vinnița
Hmilnîk (în ucraineană Хмільницький район, transliterat: Hmilnîțkîi raion) este un raion în regiunea Vinnița, Ucraina. Reședința sa este orașul regional Hmilnîk, care nu aparține raionului.

## Demografie
Componența lingvistică a raionului Hmilnîk
     Ucraineană (99,11%)
     Alte limbi (0,81%)
Conform recensământului din 2001, majoritatea populației raionului Hmilnîk era vorbitoare de ucraineană (99,11%), existând în minoritate și vorbitori de alte limbi.